# Chaetonotus rafalskii
Chaetonotus rafalskii är en djurart som tillhör fylumet bukhårsdjur, och som beskrevs av Kisielewski 1979. Chaetonotus rafalskii ingår i släktet Chaetonotus och familjen Chaetonotidae. Inga underarter finns listade i Catalogue of Life.